# Fan disc
Un fan disc (a veces llamado fandisk o simplemente abreviado como FD) es un paquete de contenido adicional, por lo general lanzado por una compañía de videojuegos después del exitoso lanzamiento de uno de sus títulos. El contenido de los fan discs varía, pero a menudo incluyen nuevas imágenes, música, minijuegos y diversa información relacionada con el videojuego original. A veces, los fan discs también cuentan con nuevos videojuegos enteros con el fin de extender la trama del título original; sin embargo, estos últimos rara vez se consideran las verdaderas secuelas, a menudo representando eventos de menor importancia para la trama extralimitando la serie y es considerablemente corto. Por otra parte, no es raro que este tipo de videojuegos presentar escenarios "What If" (que tal si), repitiendo ciertos eventos desde el punto de vista de un personaje diferente o transportan el elenco principal a un ajuste diferente.
Novelas visuales eroge, como Popotan, con frecuencia reciben fan discs. Como la mayoría de las novelas visuales representan historias independientes, rara vez justifican secuelas, este género en particular emplea notoriamente fan discs como un medio para explorar los ajustes preestablecidos y sacar provecho de la popularidad del videojuego original. A veces, un fan disc se hace como una compilación de dos videojuegos diferentes, pero similares, con el objetivo de servir de enlace entre ellos (la serie See Me Tonight es un ejemplo).
Debido a su naturaleza, sin embargo, los fan discs rara vez reciben traducciones de fanáticos, incluso entre aquellos basados en títulos aclamados por la crítica: ya que sus contenidos no están obligados a disfrutar de la pieza original, grupos de traducción más activos prefieren pasar a otros proyectos relacionados con videojuegos de larga duración, especialmente si secuelas adecuadas han sido publicadas.
La traducción del disco PLUS de Tsukihime por Mirror Moon, primera traducción oficial al inglés del fan disc Edelweiss, Edelweiss Eiden Fantasia; y el parche parcial de Muv-Luv: Altered Fable por Jutsuki Sen & Co. son notables ejemplos de proyectos de alta calidad dedicados a hacer fan discs accesibles a un público que no está familiarizado con el idioma japonés.